# Sviavigamal
Sviavigamal är en verkcykel av Carl Jonas Love Almqvist. Den ingår band II av den så kallade imperialoktavupplagan av Törnrosens bok, vilket utkom 1849. Med inspiration från Pehr Henrik Ling har Almqvist skapat en tetralogi av sagor med fornnordiska motiv: Håtuna saga, Sigtuna saga, Valtuna saga och Odensala saga. I jämförelse med Ling måste sagorna dock anses betydligt mer ironiska, och liksom många av verken i Törnrosens bok har de en ramberättelse, som låter dem framföras av den fiktiva karaktären Richard Furumo.